# Madison (Illinois)
Madison – miasto w hrabstwie Madison, stanie Illinois w Stanach Zjednoczonych.

## Demografia
Miasto liczyło 4545 mieszkańców w 2000 roku. W 2023 roku liczba mieszkańców spadła do 3065 osób, a gęstość zaludnienia poniżej 67 osób/km².